# Бенгела
Бенгела (на португалски: Benguela) е провинция на Ангола, разположена в западната част на страната. Тя има широк излаз на Атлантическия океан. Името на провинцията, а и на нейната столица (също Бенгела) идва от студеното Бенгелско течение в Атлантика. Столицата е разположена на брега на океана, на 450 км южно от столицата Луанда. Площта на Бенгела е 31 788 квадратни километра и има население от около 600 000 души.